# U-Bahnhof Hamburger Straße

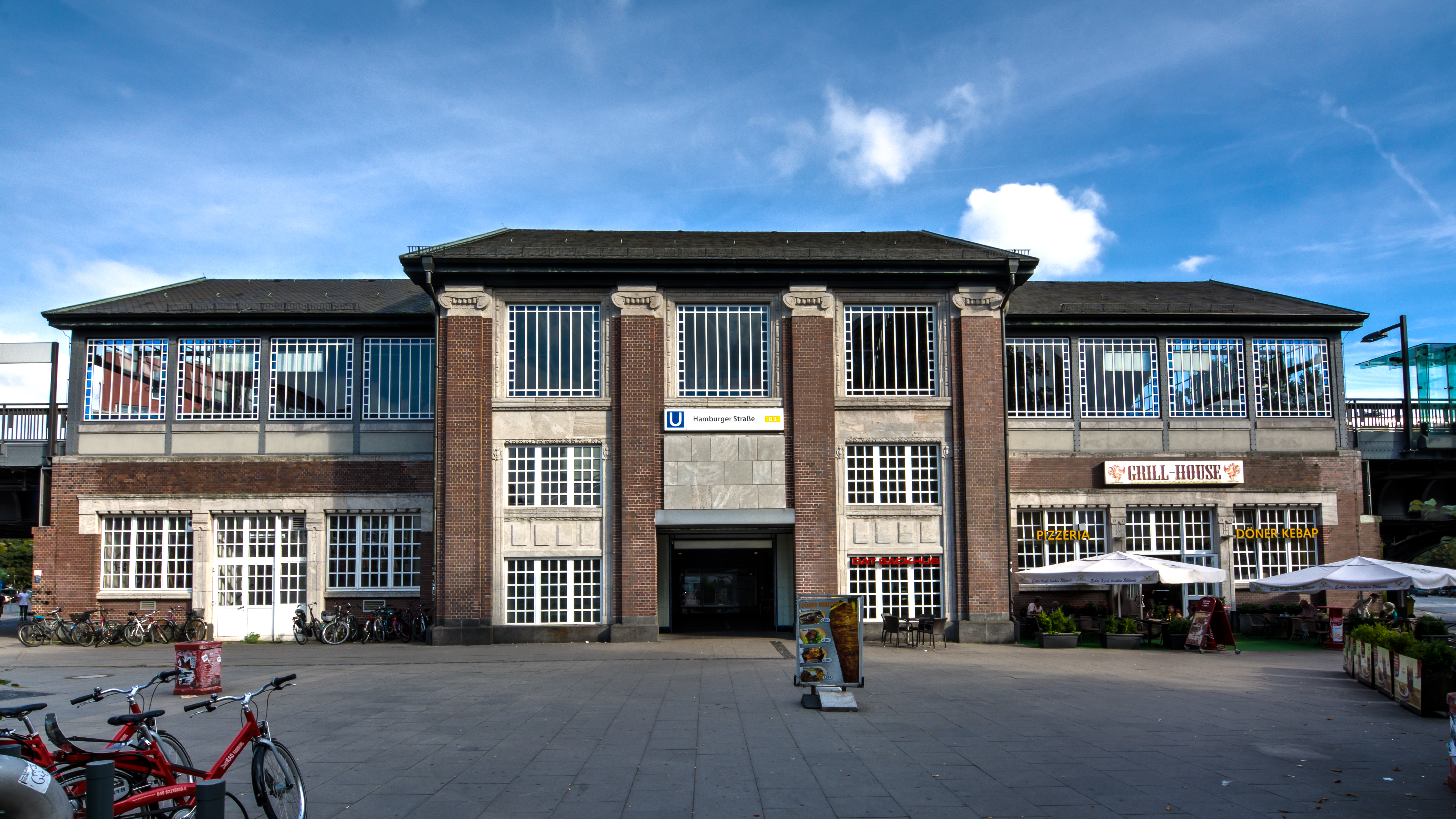
Bahnhofsgebäude von der Hamburger Straße aus gesehen

Der U-Bahnhof Hamburger Straße ist ein Hochbahnhof der Hamburger U-Bahn im Stadtteil Barmbek-Süd. Er wird heute von der Linie U3 bedient. Das Kürzel der Station bei der Betreiber-Gesellschaft Hamburger Hochbahn lautet „HS“. Der U-Bahnhof hat täglich 16.163 Ein- und Aussteiger (Mo–Fr, 2019).

## Geschichte

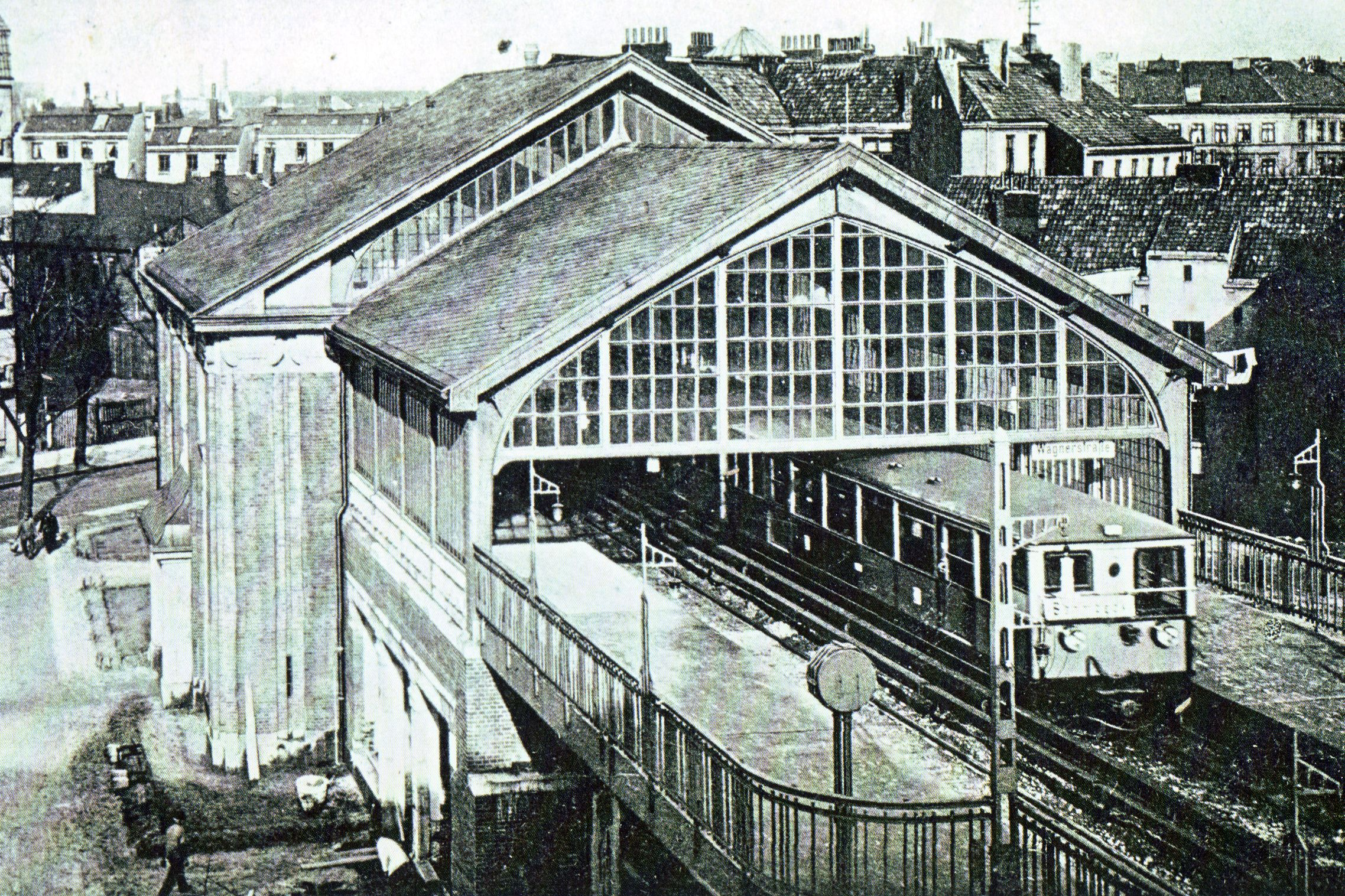
U-Bahnhof Wagnerstraße kurz nach der Eröffnung 1912

Der U-Bahnhof wurde bereits im März 1912 als Teil der Ringlinie (heute: U3) eröffnet und besitzt zwei Seitenbahnsteige. Bis zum 7. Mai 1970 trug er den Namen Wagnerstraße nach der gleichnamigen hier querenden Straße. Im Zweiten Weltkrieg wurden große Teile der Anlagen der U-Bahn in diesem Bereich, wie auch große Teile der Umgebung, weitgehend zerstört (Operation Gomorrha). Erst am 1. Juli 1950 konnte der Zugverkehr wieder aufgenommen werden. 
1970 wurde nordwestlich der Haltestelle Wagnerstraße das große Einkaufszentrum Hamburger Straße eröffnet, daher wurde die Station in Hamburger Straße umbenannt. Renoviert wurde die Haltestelle in den Jahren 1972 und 2001 umfassend, zuletzt mit Einbau eines Fahrstuhls für jeden Bahnsteig mit partieller Bahnsteigerhöhung.

## Betrieb
Zwischen 1967 und 2009 wurde der Ostteil der Ringstrecke zwischen Berliner Tor und Barmbek, an dem auch die Haltestelle Hamburger Straße liegt, von der Linie U2 bedient. Nach umfangreichen Bauarbeiten im Verzweigungsbahnhof Berliner Tor wurde die Linienführung zum Juli 2009 geändert, seitdem verkehrt auf diesem Abschnitt die Linie U3. 
Die Station Hamburger Straße verfügt über zwei 120 m lange Seitenbahnsteige. Beide sind über Aufzüge (außerhalb der Bahnhofshalle) erreichbar und damit barrierefrei zugänglich. 
| Linie | Verlauf |
| ----- | --- |
| U 3   | Barmbek – Saarlandstraße – Borgweg (Stadtpark) – Sierichstraße – Kellinghusenstraße – Eppendorfer Baum – Hoheluftbrücke – Schlump – Sternschanze – Feldstraße (Heiligengeistfeld) – St. Pauli – Landungsbrücken – Baumwall (Elbphilharmonie) – Rödingsmarkt – Rathaus – Mönckebergstraße – Hauptbahnhof Süd – Berliner Tor – Lübecker Straße – Uhlandstraße – Mundsburg – Hamburger Straße – Dehnhaide – Barmbek – (in Planung Fuhlsbüttler Straße –) Habichtstraße – Wandsbek-Gartenstadt |

### Weitere Linien
Am U-Bahnhof Hamburger Straße halten außerdem der Expressbus X22, die Stadtbuslinie 261 und die Nachtbuslinie 607.